# Монастирец (Костурско)
Монастирец е бивше село в Егейска Македония, Гърция, на територията на дем Нестрам, област Западна Македония.

## География
Селото е било разположено в землището на днешното село Гръче.

## История
Село Монастирец е било малко българско село, изоставено в размирното време в XVIII век при конфликта на Али паша Янински и други албански феодали с централната власт. Жителите му, заедно с тези на околните селца създават Гръче.